# Emmanuel Frimpong
Emmanuel Frimpong (n. 10 ianuarie 1992, Kumasi) este un fotbalist de origine ghaneză, dar cu pașaport britanic, care evoluează în prezent pentru formația Arsenal, pe postul de mijlocaș central. Deși a jucat la naționalele de tineret ale Angliei, a ales să debuteze în martie 2013 pentru naționala Ghanei.

## Cariera
Frimpong s-a născut în Ghana, dar s-a mutat de mic în Anglia și apoi s-a alăturat Academiei Hale End. Datorită forței și tenacității de care a dat dovadă, Emmanuel Frimpong a jucat pentru juniorii lui Arsenal încă de la 9 ani. Pentru echipa sub 18 ani a lui Arsenal, a reușit să înscrie 5 goluri, demonstrând că este un bun executant al loviturilor libere. A jucat pentru echipa de rezerve în 2008 iar din 2009 este împrumutat la mai multe echipe din primele două ligi engleze. Revenit la Arsenal în 2013, joacă în două meciuri de Cupa Ligii.